# الینا رید هال
الینا رید هال (انگلیسی: Alaina Reed Hall؛ ۱۰ نوامبر ۱۹۴۶ – ۱۷ دسامبر ۲۰۰۹) یک هنرپیشه اهل ایالات متحده آمریکا بود.